# Список умерших в 1002 году
В этой статье представлен список известных людей, умерших в 1002 году.
См. также: Категория:Умершие в 1002 году

## Январь

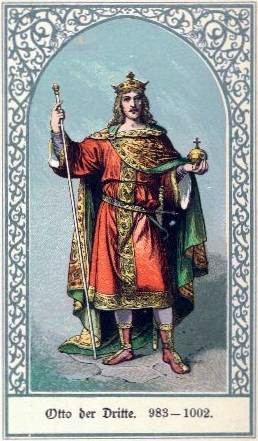
Оттон III Чудо мира

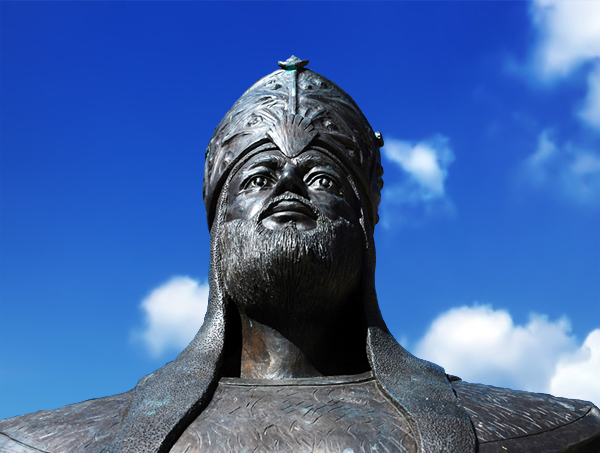
Аль-Мансур

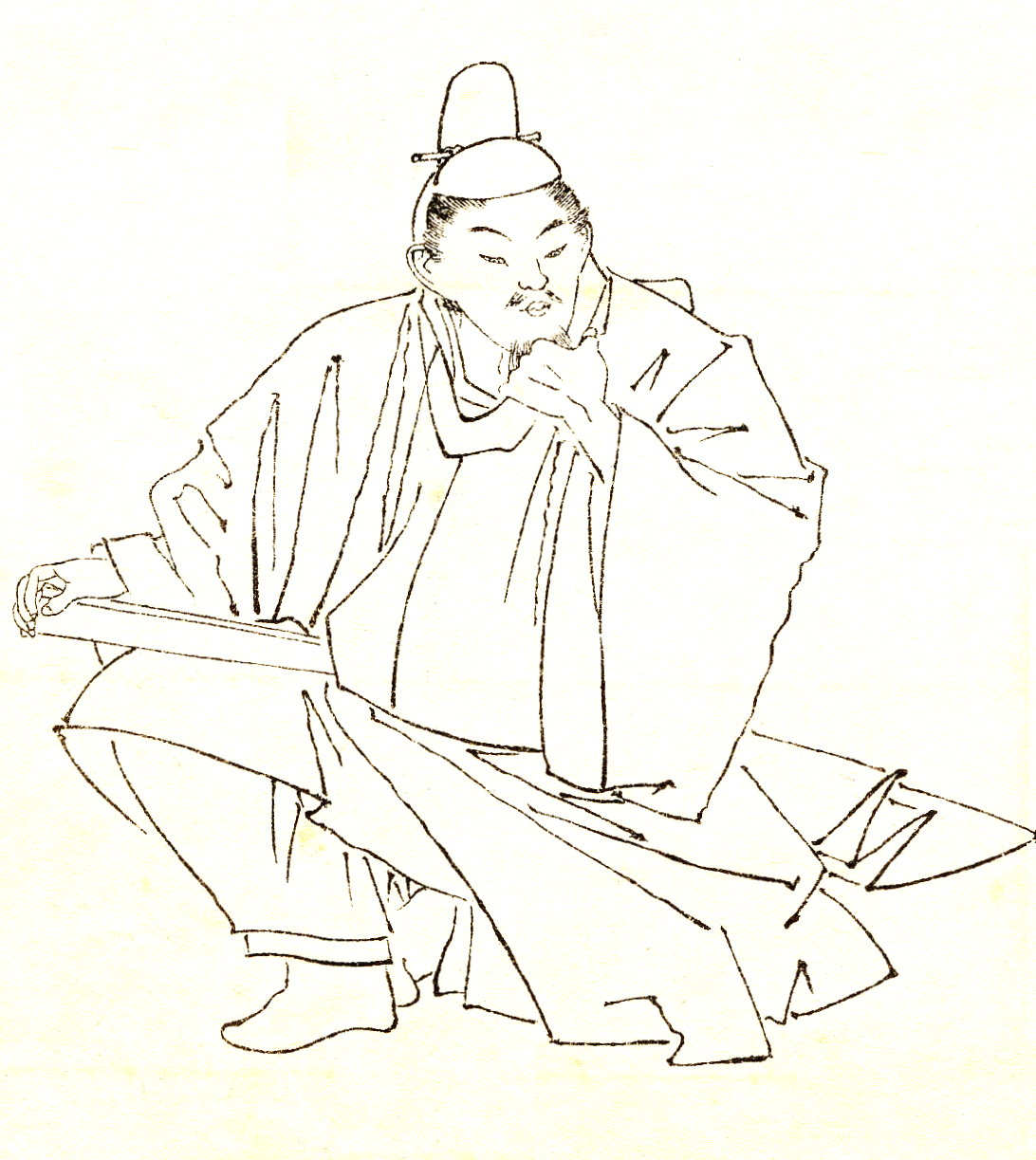
Ясутане Ёшишиге

- 8 января — Вулфсидж III[англ.] — епископ Шерборна (ок. 993—1002). Святой христианской церкви.
- 23 января — Оттон III (21) — последний представитель Саксонской династии германских королей (‡ 980), король Германии и король Италии с 983 года, император Священной Римской империи с 996 года.

## Апрель
- ночь на 30 апреля — Эккехард I Мейсенский с 985 года — маркграф Мейсена (современная Саксония); убит.

## Май
- 6 мая — Элдвульф[англ.] — архиепископ Йоркский (995—1002)

## Июнь
- 5 июня — Подио II[итал.] — епископ Флоренции (985—1002), святой христианской церкви.

## Июль
- 12 июля — Иоанн Иверский — грузинский монах, основатель Иверского монастыря на Афоне, святой грузинской церкви

## Август
- 10 августа — Аль-Мансур — правитель Кордовского халифата (978—1001).

## Октябрь
- 8 октября — Рамвард[нем.] — епископ Миндена (996—1002). По другим источникам, умер в 1009 году.
- 15 октября — Эд Генрих — 6-й герцог Бургундии (с 965), граф Невера в 965—978.

## Ноябрь
- 27 ноября — Ясутане Ёшишиге[пол.] — японский писатель

## Дата неизвестна или требует уточнения
- Абульхасан Кисаи — таджикский поэт (род. в 953).
- Гизела Французская[англ.] — дочь Гуго Капета, графиня-консорт де Понтье (994—1000), жена графа де Понтье Гуго (Юга) I д’Аббевиля
- Домонкос I[англ.] — первый архиепископ Эстергома (1000—1002)
- Ибн Джинни — арабский учёный-грамматик, педагог
- Санчо Рамирес — король Вигеры c 981
- Саид ал-Даула[англ.] — хамданидский — правитель Алеппо (991—1002)
- Эльфгифу Йоркская — королева Англии (ок. 1080—1002), жена Этельреда II Неразумного
- Эсвиг[англ.] — епископ Дорчестера (ок. 977—1002)